# Betriebsform
Als Betriebsform (oder Betriebstypologie) wird in der Betriebswirtschaftslehre allgemein die Klassifizierung oder Typologisierung von Betrieben bezeichnet, die in ihren Merkmalen soweit übereinstimmen, dass sie von Nachfragern im Wesentlichen als gleichartig eingestuft werden.

## Allgemeines
Die Klassifikation unterscheidet Betriebe überschneidungsfrei anhand eines ausschließlichen oder überwiegend kennzeichnenden Merkmals. So differenziert die Betriebswirtschaftslehre die Betriebe nach ihrem unterschiedlichen Betriebszweck allgemein nach Sachleistungs- und Dienstleistungsbetrieben (Wirtschaftszweige), Betriebsgrößen (Kleinstunternehmen, kleine und mittlere Unternehmen, Großunternehmen, Konzerne) oder nach der Art des Unternehmensziels (erwerbswirtschaftlich orientierte Betriebe, Non-Profit-Organisationen). Dafür hat sich der Ausdruck Betriebstypologie eingebürgert. Bei der Unterscheidung nach Betriebsgröße können betriebswirtschaftliche Kennzahlen wie Beschäftigte, Eigenkapital, Umsatzerlöse, Verkaufsfläche oder ähnliches herangezogen werden. Dadurch wird die Identifikation ähnlicher Unternehmen ermöglicht und die Vergleichbarkeit zwischen ihnen (Betriebsvergleich) transparent gemacht.
In der Handelsbetriebslehre (einer Betriebslehre) wird der Groß- und Einzelhandel in die typischen Betriebsformen Cash & Carry (Abholgroßmarkt), Fachgroßhandel, Sortimentsgroßhandel, Spezialgroßhandel und Versandgroßhandel unterteilt. Im Einzelhandel gibt es unter anderem Discounter, Einheitspreisgeschäfte, Fachgeschäfte, Fachmärkte, Kaufhäuser, SB-Warenhäuser, Shopping-Center, Supermärkte, Verbrauchermärkte, Versandhandel und Warenhäuser. Dies sind Betriebsformen im engeren Sinne.

## Betriebstypologie
Betriebstypologie ist die systematische Einteilung der Betriebstypen nach bestimmten Merkmalen wie Wirtschaftszweig, Art der Leistung oder nach dem vorherrschenden Produktionsfaktor.
Wirtschaftszweige
Die einer bestimmten Branche angehörigen Betriebe weisen stets die gleichen Betriebszwecke auf:
| Wirtschaftszweig       | Betriebstypologie             |
| ---------------------- | ----------------------------- |
| Bergbau                | Bergbaubetriebe               |
| Agrarsektor            | Bauernhöfe                    |
| Forstwirtschaft        | Forstbetriebe                 |
| Baugewerbe             | Bauunternehmen                |
| Energiewirtschaft      | Energieversorgungsunternehmen |
| verarbeitendes Gewerbe | Produktionswirtschaft         |
| Handel                 | Großhandel, Einzelhandel      |
| Dienstleistungssektor  | Dienstleistungsunternehmen    |
| Verkehrswirtschaft     | Verkehrsbetriebe              |

Art der Leistung
| Sachleistungsbetriebe   | Gewinnungsunternehmen, Aufbereitungsunternehmen, Energiewirtschaft, Veredelungsunternehmen, Verarbeitungsunternehmen, Handwerk |
| Dienstleistungsbetriebe | Handelsbetriebe, Kreditinstitute, Verkehrsbetriebe, Versicherungsbetriebe, sonstige Dienstleistungsbetriebe                    |

Der historische Begriff Fabrik ist eine Betriebsform der Industrie, die durch eine stark mechanisierte und automatisierte Produktion gekennzeichnet ist. Für die nach Wirtschaftszweigen eingeteilten Betriebe gibt es häufig spezielle Betriebslehren (unter anderem im Bankwesen: Bankbetriebslehre, im Versicherungswesen: Versicherungsbetriebslehre).
Vorherrschender Produktionsfaktor
Im Regelfall beherrscht ein bestimmter Produktionsfaktor (Arbeit, Betriebsmittel, Werkstoffe, Kapital) den Produktionsprozess:
| Vorherrschender Produktionsfaktor | Betriebstypologie               |
| --------------------------------- | ------------------------------- |
| Rohstoffe                         | rohstoffintensive Unternehmen   |
| Energie                           | energieintensive Unternehmen    |
| Anlagevermögen                    | anlagenintensive Unternehmen    |
| Personal                          | personalintensive Unternehmen   |
| Forschung und Entwicklung         | forschungsintensive Unternehmen |
| Kapital                           | kapitalintensive Unternehmen    |

Bei rohstoffintensiven Unternehmen erreichen die Materialkosten den höchsten Anteil aller Kostenarten an den Gesamtkosten, bei energieintensiven Unternehmen die Energiekosten, bei anlagenintensiven Unternehmen die Abschreibungen, bei personalintensiven Unternehmen die Personalkosten, bei forschungsintensiven Unternehmen die Forschungs- und Entwicklungskosten und bei kapitalintensiven Unternehmen die Kapitalkosten. In Dienstleistungsunternehmen ist der externe Produktionsfaktor (Kunden und/oder Wirtschaftsobjekte) meist der vorherrschende Produktionsfaktor.

## Morphologischer Kasten
Die schematische Einordnung unterschiedlicher Betriebstypen kann dabei anhand eines morphologischen Kastens erfolgen, der sich im folgenden Beispiel auf die Produktionswirtschaft bezieht. In diesem zweidimensionalen Konstrukt werden die relevanten Merkmale und deren Ausprägungen gegliedert.
| Merkmal                                        | Merkmalsausprägung                             | Merkmalsausprägung                             | Merkmalsausprägung                                                     | Merkmalsausprägung                                                     | Merkmalsausprägung                                           | Merkmalsausprägung                                               | Merkmalsausprägung                                               | Merkmalsausprägung                                               | Merkmalsausprägung                      | Merkmalsausprägung                      |
| ---------------------------------------------- | ---------------------------------------------- | ---------------------------------------------- | ---------------------------------------------------------------------- | ---------------------------------------------------------------------- | ------------------------------------------------------------ | ---------------------------------------------------------------- | ---------------------------------------------------------------- | ---------------------------------------------------------------- | --------------------------------------- | --------------------------------------- |
| Auftragsauslösungsart                          | Produktion auf Bestellung mit Einzelaufträgen  | Produktion auf Bestellung mit Einzelaufträgen  | Produktion auf Bestellung mit Rahmenverträgen                          | Produktion auf Bestellung mit Rahmenverträgen                          | Produktion auf Bestellung mit Rahmenverträgen                | kundenanonyme Vorproduktion/kundenauftragsbezogene Endproduktion | kundenanonyme Vorproduktion/kundenauftragsbezogene Endproduktion | kundenanonyme Vorproduktion/kundenauftragsbezogene Endproduktion | Produktion auf Lager                    | Produktion auf Lager                    |
| Erzeugnisspektrum                              | Erzeugnisse nach Kundenspezifikation           | Erzeugnisse nach Kundenspezifikation           | typisierte Erzeugnisse mit kundenspezifischen Varianten                | typisierte Erzeugnisse mit kundenspezifischen Varianten                | typisierte Erzeugnisse mit kundenspezifischen Varianten      | Standarderzeugnisse mit Varianten                                | Standarderzeugnisse mit Varianten                                | Standarderzeugnisse mit Varianten                                | Standarderzeugnisse ohne Varianten      | Standarderzeugnisse ohne Varianten      |
| Erzeugnisstruktur                              | mehrteilige Erzeugnisse mit komplexer Struktur | mehrteilige Erzeugnisse mit komplexer Struktur | mehrteilige Erzeugnisse mit komplexer Struktur                         | mehrteilige Erzeugnisse mit einfacher Struktur                         | mehrteilige Erzeugnisse mit einfacher Struktur               | mehrteilige Erzeugnisse mit einfacher Struktur                   | mehrteilige Erzeugnisse mit einfacher Struktur                   | geringteilige Erzeugnisse                                        | geringteilige Erzeugnisse               | geringteilige Erzeugnisse               |
| Ermittlung des Erzeugnis-/Komponentenbedarfs   | bedarfsorientiert auf Erzeugnisebene           | bedarfsorientiert auf Erzeugnisebene           | teilweise erwartungs-/teilweise bedarfsorientiert auf Komponentenebene | teilweise erwartungs-/teilweise bedarfsorientiert auf Komponentenebene | erwartungsorientiert auf Komponentenebene                    | erwartungsorientiert auf Komponentenebene                        | erwartungsorientiert auf Erzeugnisebene                          | erwartungsorientiert auf Erzeugnisebene                          | verbrauchsorientiert auf Erzeugnisebene | verbrauchsorientiert auf Erzeugnisebene |
| Auslösung des Sekundärbedarfs                  | auftragsorientiert                             | auftragsorientiert                             | auftragsorientiert                                                     | teilweise auftragsorientiert/teilweise periodenorientiert              | teilweise auftragsorientiert/teilweise periodenorientiert    | teilweise auftragsorientiert/teilweise periodenorientiert        | teilweise auftragsorientiert/teilweise periodenorientiert        | periodenorientiert                                               | periodenorientiert                      | periodenorientiert                      |
| Beschaffungsart                                | weitgehender Fremdbezug                        | weitgehender Fremdbezug                        | weitgehender Fremdbezug                                                | Fremdbezug in größerem Umfang                                          | Fremdbezug in größerem Umfang                                | Fremdbezug in größerem Umfang                                    | Fremdbezug in größerem Umfang                                    | Fremdbezug unbedeutend                                           | Fremdbezug unbedeutend                  | Fremdbezug unbedeutend                  |
| Bevorratung                                    | keine Bevorratung von Bedarfspositionen        | keine Bevorratung von Bedarfspositionen        | keine Bevorratung von Bedarfspositionen                                | Bevorratung von Bedarfspositionen auf unteren Strukturebenen           | Bevorratung von Bedarfspositionen auf unteren Strukturebenen | Bevorratung von Bedarfspositionen auf oberen Strukturebenen      | Bevorratung von Bedarfspositionen auf oberen Strukturebenen      | Bevorratung von Erzeugnissen                                     | Bevorratung von Erzeugnissen            | Bevorratung von Erzeugnissen            |
| Fertigungsart                                  | Einmalfertigung                                | Einmalfertigung                                | Einmalfertigung                                                        | Einzel- und Kleinserienfertigung                                       | Einzel- und Kleinserienfertigung                             | Serienfertigung                                                  | Serienfertigung                                                  | Massenfertigung                                                  | Massenfertigung                         | Massenfertigung                         |
| Ablaufart in der Teilefertigung                | Werkstättenfertigung                           | Werkstättenfertigung                           | Werkstättenfertigung                                                   | Inselfertigung                                                         | Inselfertigung                                               | Reihenfertigung                                                  | Reihenfertigung                                                  | Fließbandfertigung                                               | Fließbandfertigung                      | Fließbandfertigung                      |
| Ablaufart in der Montage                       | Baustellenmontage                              | Baustellenmontage                              | Baustellenmontage                                                      | Gruppenmontage                                                         | Gruppenmontage                                               | Reihenmontage                                                    | Reihenmontage                                                    | Fließmontage                                                     | Fließmontage                            | Fließmontage                            |
| Fertigungsstruktur                             | Fertigung mit geringem Strukturierungsgrad     | Fertigung mit geringem Strukturierungsgrad     | Fertigung mit geringem Strukturierungsgrad                             | Fertigung mit mittlerem Strukturierungsgrad                            | Fertigung mit mittlerem Strukturierungsgrad                  | Fertigung mit mittlerem Strukturierungsgrad                      | Fertigung mit mittlerem Strukturierungsgrad                      | Fertigung mit hohem Strukturierungsgrad                          | Fertigung mit hohem Strukturierungsgrad | Fertigung mit hohem Strukturierungsgrad |
| Kundenänderungseinflüsse während der Fertigung | Änderungseinflüsse in größerem Umfang          | Änderungseinflüsse in größerem Umfang          | Änderungseinflüsse in größerem Umfang                                  | Änderungseinflüsse gelegentlich                                        | Änderungseinflüsse gelegentlich                              | Änderungseinflüsse gelegentlich                                  | Änderungseinflüsse gelegentlich                                  | Änderungseinflüsse unbedeutend                                   | Änderungseinflüsse unbedeutend          | Änderungseinflüsse unbedeutend          |

Beispielhafte Abbildung eines Betriebes
Ein konkretes Produktionsunternehmen wird in der Systematik durch eine bestimmte Merkmalsausprägung in jeder Zeile des morphologischen Kastens dargestellt. Dabei ist es möglich, dass auf ein bestimmtes Unternehmen mehrere der zur Auswahl stehenden Merkmalsausprägungen bzgl. eines Kriteriums zutreffen. Entsprechend werden dann mehrere Einträge einer Zeile markiert.
| Merkmal                                        | Merkmalsausprägung                             | Merkmalsausprägung                             | Merkmalsausprägung                                                     | Merkmalsausprägung                                                     | Merkmalsausprägung                                           | Merkmalsausprägung                                                 | Merkmalsausprägung                                                 | Merkmalsausprägung                                                 | Merkmalsausprägung                      | Merkmalsausprägung                      |
| ---------------------------------------------- | ---------------------------------------------- | ---------------------------------------------- | ---------------------------------------------------------------------- | ---------------------------------------------------------------------- | ------------------------------------------------------------ | ------------------------------------------------------------------ | ------------------------------------------------------------------ | ------------------------------------------------------------------ | --------------------------------------- | --------------------------------------- |
| Auftragsauslösungsart                          | Produktion auf Bestellung mit Einzelaufträgen  | Produktion auf Bestellung mit Einzelaufträgen  | Produktion auf Bestellung mit Rahmenverträgen                          | Produktion auf Bestellung mit Rahmenverträgen                          | Produktion auf Bestellung mit Rahmenverträgen                | kundenanonyme Vorproduktion / kundenauftragsbezogene Endproduktion | kundenanonyme Vorproduktion / kundenauftragsbezogene Endproduktion | kundenanonyme Vorproduktion / kundenauftragsbezogene Endproduktion | Produktion auf Lager                    | Produktion auf Lager                    |
| Erzeugnisspektrum                              | Erzeugnisse nach Kundenspezifikation           | Erzeugnisse nach Kundenspezifikation           | typisierte Erzeugnisse mit kundenspezifischen Varianten                | typisierte Erzeugnisse mit kundenspezifischen Varianten                | typisierte Erzeugnisse mit kundenspezifischen Varianten      | Standarderzeugnisse mit Varianten                                  | Standarderzeugnisse mit Varianten                                  | Standarderzeugnisse mit Varianten                                  | Standarderzeugnisse ohne Varianten      | Standarderzeugnisse ohne Varianten      |
| Erzeugnisstruktur                              | mehrteilige Erzeugnisse mit komplexer Struktur | mehrteilige Erzeugnisse mit komplexer Struktur | mehrteilige Erzeugnisse mit komplexer Struktur                         | mehrteilige Erzeugnisse mit einfacher Struktur                         | mehrteilige Erzeugnisse mit einfacher Struktur               | mehrteilige Erzeugnisse mit einfacher Struktur                     | mehrteilige Erzeugnisse mit einfacher Struktur                     | geringteilige Erzeugnisse                                          | geringteilige Erzeugnisse               | geringteilige Erzeugnisse               |
| Ermittlung des Erzeugnis-/Komponentenbedarfs   | bedarfsorientiert auf Erzeugnisebene           | bedarfsorientiert auf Erzeugnisebene           | teilweise erwartungs-/teilweise bedarfsorientiert auf Komponentenebene | teilweise erwartungs-/teilweise bedarfsorientiert auf Komponentenebene | erwartungsorientiert auf Komponentenebene                    | erwartungsorientiert auf Komponentenebene                          | erwartungsorientiert auf Erzeugnisebene                            | erwartungsorientiert auf Erzeugnisebene                            | verbrauchsorientiert auf Erzeugnisebene | verbrauchsorientiert auf Erzeugnisebene |
| Auslösung des Sekundärbedarfs                  | auftragsorientiert                             | auftragsorientiert                             | auftragsorientiert                                                     | teilweise auftragsorientiert / teilweise periodenorientiert            | teilweise auftragsorientiert / teilweise periodenorientiert  | teilweise auftragsorientiert / teilweise periodenorientiert        | teilweise auftragsorientiert / teilweise periodenorientiert        | periodenorientiert                                                 | periodenorientiert                      | periodenorientiert                      |
| Beschaffungsart                                | weitgehender Fremdbezug                        | weitgehender Fremdbezug                        | weitgehender Fremdbezug                                                | Fremdbezug in größerem Umfang                                          | Fremdbezug in größerem Umfang                                | Fremdbezug in größerem Umfang                                      | Fremdbezug in größerem Umfang                                      | Fremdbezug unbedeutend                                             | Fremdbezug unbedeutend                  | Fremdbezug unbedeutend                  |
| Bevorratung                                    | keine Bevorratung von Bedarfspositionen        | keine Bevorratung von Bedarfspositionen        | keine Bevorratung von Bedarfspositionen                                | Bevorratung von Bedarfspositionen auf unteren Strukturebenen           | Bevorratung von Bedarfspositionen auf unteren Strukturebenen | Bevorratung von Bedarfspositionen auf oberen Strukturebenen        | Bevorratung von Bedarfspositionen auf oberen Strukturebenen        | Bevorratung von Erzeugnissen                                       | Bevorratung von Erzeugnissen            | Bevorratung von Erzeugnissen            |
| Fertigungsart                                  | Einmalfertigung                                | Einmalfertigung                                | Einmalfertigung                                                        | Einzel- und Kleinserienfertigung                                       | Einzel- und Kleinserienfertigung                             | Serienfertigung                                                    | Serienfertigung                                                    | Massenfertigung                                                    | Massenfertigung                         | Massenfertigung                         |
| Ablaufart in der Teilefertigung                | Werkstattfertigung                             | Werkstattfertigung                             | Werkstattfertigung                                                     | Inselfertigung                                                         | Inselfertigung                                               | Reihenfertigung                                                    | Reihenfertigung                                                    | Fließfertigung                                                     | Fließfertigung                          | Fließfertigung                          |
| Ablaufart in der Montage                       | Baustellenmontage                              | Baustellenmontage                              | Baustellenmontage                                                      | Gruppenmontage                                                         | Gruppenmontage                                               | Reihenmontage                                                      | Reihenmontage                                                      | Fließmontage                                                       | Fließmontage                            | Fließmontage                            |
| Fertigungsstruktur                             | Fertigung mit geringem Strukturierungsgrad     | Fertigung mit geringem Strukturierungsgrad     | Fertigung mit geringem Strukturierungsgrad                             | Fertigung mit mittlerem Strukturierungsgrad                            | Fertigung mit mittlerem Strukturierungsgrad                  | Fertigung mit mittlerem Strukturierungsgrad                        | Fertigung mit mittlerem Strukturierungsgrad                        | Fertigung mit hohem Strukturierungsgrad                            | Fertigung mit hohem Strukturierungsgrad | Fertigung mit hohem Strukturierungsgrad |
| Kundenänderungseinflüsse während der Fertigung | Änderungseinflüsse in größerem Umfang          | Änderungseinflüsse in größerem Umfang          | Änderungseinflüsse in größerem Umfang                                  | Änderungseinflüsse gelegentlich                                        | Änderungseinflüsse gelegentlich                              | Änderungseinflüsse gelegentlich                                    | Änderungseinflüsse gelegentlich                                    | Änderungseinflüsse unbedeutend                                     | Änderungseinflüsse unbedeutend          | Änderungseinflüsse unbedeutend          |

## Bedeutung für das Handelsmanagement
Für das Handelsmanagement bedeuten die Wahl der Betriebsform (oder verschiedener Betriebsformen innerhalb eines Unternehmens oder Konzerns), ihre Variation oder ihre Ergänzung um andere Betriebsformen eine wichtige strategische konstitutive Entscheidung. Handelskonzerne, größere Filialunternehmen und Verbundgruppen des Handels betreiben mitunter mehrere Betriebsformen (besser: Betriebstypen) gleichzeitig, beispielsweise SB-Warenhäuser, Fachmärkte, Discountmärkte und Online-Handel. Auch lassen sich im Handel durch eine Neukombination typenbildender Merkmale, traditioneller wie neuartiger Merkmale, immer neue Betriebstypen entwickeln – eine strategische Herausforderung für modernes Handelsmarketing (Betriebstypeninnovation). Beispielsweise könnte aus den traditionellen Betriebsformen Warenautomat, Spezialbuchhandlung und fahrendem Laden durch ihre bloße Verknüpfung eine innovative Betriebsform realisiert werden: ein fahrender Taschenbücher-Automat.
Bei den Betriebsformen des Groß- oder des Einzelhandels handelt es sich in der Regel um Betriebstypen mit Überschneidungen bei einzelnen typenbildenden Elementen. In der Literatur und in der Praxis werden Betriebsform und Betriebstyp meist synonym verwendet. Bisher konnte sich jedoch noch keine einheitliche Definition durchsetzen. In der Betriebswirtschaftslehre des Handels wurde gelegentlich vorgeschlagen, den Begriff Betriebsform auf die Stellung eines Handelsbetriebes in der Distributionskette zwischen Urerzeuger und Konsument anzuwenden, d. h. auf welcher Wirtschaftsstufe sich der Handelsbetrieb befindet; und der Begriff Betriebstyp wäre zu verwenden, um die Stellung innerhalb einer Wirtschaftsstufe zu kennzeichnen. Diese Unterscheidung ist jedoch unzweckmäßig, da einige Betriebstypen nicht nur einer Wirtschaftsstufe angehören, sich nicht eindeutig einer Wirtschaftsstufe zuordnen lassen (wie beispielsweise der e-commerce) oder eine sonstige Mischform darstellen (beispielsweise Handwerkshandel oder Kommissionshandel).

## Beispiele
Betriebsformen des Einzelhandels
(Auswahl aus ACNielsen und Hans-Otto Schenk:)
- Ambulanter Handel
- Automatenhandel
- Basar
- Basement Store
- Boutique
- Catalogue Showroom
- Convenience Shop
- Discounter
- Dorfladen
- Drogerie, Drogeriemarkt
- Einkaufszentrum
- Fachgeschäft
- Fachmarkt
- Factory-Outlet
- Factory-Outlet-Center
- Filialunternehmen
- Gemeinschaftswarenhaus
- Gemischtwarenladen
- Hausierhandel
- Kaufhaus
- Kioskhandel
- Laden
- Ladenpassage
- Marktgewerbe
- Off-price Store
- SB-Warenhaus (>5.000 m²)
- Spezialgeschäft
- Straßenhandel
- Supermarkt (400–799 m²)
- Kleiner und großer Verbrauchermarkt (800–1.499 m² / 1.500–4.999 m²)
- Warenhaus
- Zollfrei-Laden (englisch duty free shop).

Betriebsformen des Großhandels

## Wirtschaftliche Aspekte
Die verschiedenen, in immer neuen Varianten aufkommenden Betriebstypen sind Ausdruck des intensiven Wettbewerbs im stationären Handel. Jedes Handelsunternehmen steht in einer doppelten Wettbewerbssituation: im Wettbewerb mit Betrieben derselben Betriebsform (intraformaler Wettbewerb) und im Wettbewerb mit Betrieben anderer Betriebsformen (interformaler Wettbewerb).
Die verschiedenen Betriebsformen können einem Agglomerationseffekt, Kopplungseffekt, Destinationseffekt oder Wettbewerbseffekt unterliegen. Bei letzterem gerät jeder Betriebstyp des Handels Hans-Otto Schenk zufolge in eine doppelte Wettbewerbsbeziehung, nämlich sowohl mit Wettbewerbern derselben Betriebsform (intraformaler Wettbewerb) als auch mit Wettbewerbern anderer Betriebsformen (interformaler Wettbewerb). Je nach Markttransparenz und Konsumverhalten können damit spezifische Wettbewerbseffekte, Wettbewerbsvorteile oder -nachteile, verbunden sein. Beispielsweise steht ein Fachgeschäft nicht nur mit anderen Fachgeschäften am Ort (mit ähnlicher Leistungs- und Kostenstruktur) im Wettbewerb, sondern etwa auch mit Warenhäusern und Discountern – mit dem überregional anbietenden Versandhandel und dem Online-Handel ohnehin. Bei sortengleichen Artikeln ist das Fachgeschäft somit einem verschärften Preiswettbewerb mit Discountern ausgesetzt, sofern die Konsumenten die Preise vergleichen. Deren Rückschlüssen auf vermeintlich „überhöhte“ Fachhandelspreise kann durch Preisangleichung oder -unterbietung (beispielsweise durch Sonderangebote) oder Qualitätswettbewerb entgegengewirkt werden.

## Abgrenzung
Die Unternehmen können auch anhand ihrer Rechtsform klassifiziert und unterschieden werden.